# David King (atleta)
David King (Plymouth, 13 giugno 1994) è un ostacolista britannico.

## Biografia
Ha rappresentato il Team GB alle Olimpiadi di Tokyo 2020 (svoltesi nel 2021), ha raggiunto le semifinali finendo 19º assoluto. Attualmente vive a Phoenix, in Arizona, e si allena con il Phoenix Track Club sotto la guida dell'allenatore Tim O'Neil.
Ai Campionati mondiali di atletica leggera indoor del 2022, David è stato finalista dopo aver vinto con successo un sorteggio ed è arrivato 6º in finale. In semifinale, David e l'atleta giapponese Shusei Nomoto, hanno pareggiato per la posizione finale di qualificazione non automatica con un tempo di 7.565. Poiché non c'erano corsie aggiuntive disponibili, si è svolto un sorteggio che ha visto David avanzare alla finale grazie al suo pettorale con l'etichetta "King" estratto a caso da una borsa.
David è tre volte campione britannico sui 110 metri a ostacoli (2017, 2019, 2020) e tre volte campione britannico sui 60 metri a ostacoli (2019, 2020, 2023).
I suoi record personali sono 13,37 secondi nei 110 metri a ostacoli (Turku 2021) e 7,57 secondi nei 60 metri a ostacoli (Madrid, 2022).

## Palmarès
| Anno | Manifestazione          | Sede       | Evento   | Risultato  | Prestazione | Note |
| ---- | ----------------------- | ---------- | -------- | ---------- | ----------- | ---- |
| 2013 | Europei juniores        | Rieti      | 110 m hs | Semifinale | dns         |      |
| 2015 | Europei U23             | Tallinn    | 110 m hs | 4º         | 13"90       |      |
| 2016 | Europei                 | Amsterdam  | 110 m hs | Semifinale | 13"54       |      |
| 2017 | Europei indoor          | Belgrado   | 60 m hs  | Batteria   | 7"52        |      |
| 2017 | Mondiali                | Londra     | 110 m hs | Batteria   | 13"67       |      |
| 2018 | Mondiali indoor         | Birmingham | 60 m hs  | Semifinale | 7"70        |      |
| 2018 | Giochi del Commonwealth | Gold Coast | 110 m hs | Batteria   | 13"74       |      |
| 2018 | Europei                 | Berlino    | 110 m hs | Semifinale | 13"55       |      |
| 2019 | Europei indoor          | Glasgow    | 60 m hs  | Semifinale | 7"71        |      |
| 2021 | Giochi olimpici         | Tokyo      | 110 m hs | Semifinale | 13"67       |      |
| 2022 | Mondiali indoor         | Belgrado   | 60 m hs  | 6º         | 7"62        |      |
| 2022 | Mondiali                | Eugene     | 110 m hs | Semifinale | 13"51       |      |
| 2022 | Europei                 | Monaco     | 110 m hs | Semifinale | 13"73       |      |
| 2023 | Europei indoor          | Istanbul   | 60 m hs  | 7º         | 7"71        |      |
| 2024 | Mondiali indoor         | Glasgow    | 60 m hs  | Semifinale | 7"65        |      |